# Ficus assimilis
Ficus assimilis là một loài thực vật có hoa trong họ Moraceae. Loài này được Baker mô tả khoa học đầu tiên năm 1890.